# 8 fois debout
Pour plus de détails, voir Fiche technique et Distribution.
8 fois debout est un film français de Xabi Molia, sorti en France en 2009.
C'est le premier long métrage de Xabi Molia, présenté au Festival Zinemaldia en 2009.

## Synopsis
Elsa vit de petits boulots et enchaîne les entretiens d'embauche sans grand succès ; Mathieu se bat afin d'obtenir la garde de son fils. Tous deux tentent de rebondir dans un monde qui semble ne pas leur convenir,,,.

## Fiche technique
- Titre original : 8 fois debout
- Réalisation : Xabi Molia
- Scénario et dialogue : Xabi Molia
- Costumes : Bernadette Beaudet
- Photographie : Martin de Chabaneix
- Son : Benjamin Rosier
- Montage : Sébastien Sarraillé
- Musique : Hey Hey My My
- Production déléguée : Christie Molia, Julie Gayet, Nadia Turincev
- Sociétés de production : Moteur S'il Vous Plaît Production, Rouge International
- SOFICA : Cofinova 3
- Société de distribution : UFO Distribution
- Pays d'origine :  France
- Langue originale : français
- Format : couleur — 35 mm — 1,85:1 — son Dolby numérique
- Genre : comédie dramatique
- Durée : 103 minutes
- Dates de sortie : 
  - Espagne : septembre 2009 (Festival de Saint-Sébastien)
  - France : 4 avril 2010

## Distribution
- Julie Gayet : Elsa
- Denis Podalydès : Mathieu
- Mathieu Busson : Boni
- Kevyn Frachon : Étienne
- Constance Dollé : Cécile
- Christian Erickson (en) : Monroe
- Marc Bodnar : le vigile
- Frédéric Bocquet : Jean-Baptiste

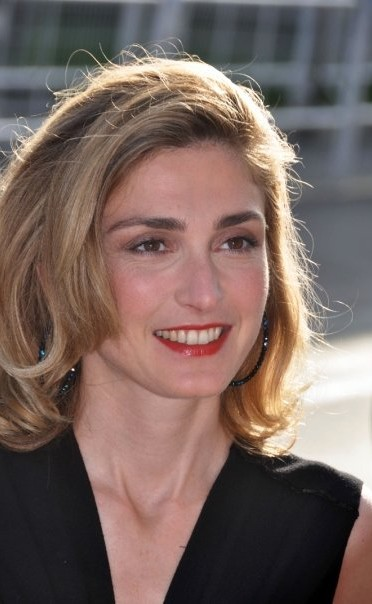
L'actrice principale Julie Gayet au Festival de Cannes 2009.

- Françoise Miquelis : la directrice
- Fani Kolarova : Olga
- Alissa Parutenco : Elena
- Gabin Lefebvre : Côme
- Tania Dessources : Isabelle
- Alix Poisson : Laurence
- Philippe Crespeau : le propriétaire
- Cédric Zimmerlin : le fauconnier
- Xabi Molia : le DRH
- Emmanuel Gillibert : le psychologue
- Pascal Aubert : le recruteur